# シラヒゲソウ
シラヒゲソウ（白髭草、学名：Parnassia foliosa Hook.f. et Thomson var. nummularia (Maxim.) T.Itô）は、ウメバチソウ科ウメバチソウ属に分類される多年草の1種。以前はユキノシタ科ウメバチソウ属に分類されていたが、APG植物分類体系では新設されたウメバチソウ科に分類されるようになった。和名は、白色の花弁の縁が糸状に切れ込んでいる様子を髭に見立てたことに由来する。属名（Parnassia）は、ギリシャの山名に由来する。

## 特徴
短い根茎があり、3-8個の高さ15-30 cmの花茎を伸ばし、数個の長い柄のある根生葉をつける。花茎に4-8個の葉を多少茎を抱くようにつけ、先端に1個の白い花をつける。葉は無柄で、葉身は広卵形、基部は深心形、長さ1.5-4 cm、幅1.5-4 cm。花の直径は2-2.5 cmで、花期は8-9月。5枚の花弁は卵形で、長さ0.9-1.2cm、縁は糸状に深く切れ込む。雌蕊は雄蕊よりも短く、葯は長円形で雄蕊は花弁よりも短い。仮雄蕊は長さ 3-4cm、先端が3深裂し、先端に球状の黄色の腺体がある。子房は4室で卵球形、蒴果は長さ 6-7mm、種子は長さ約1 mm。

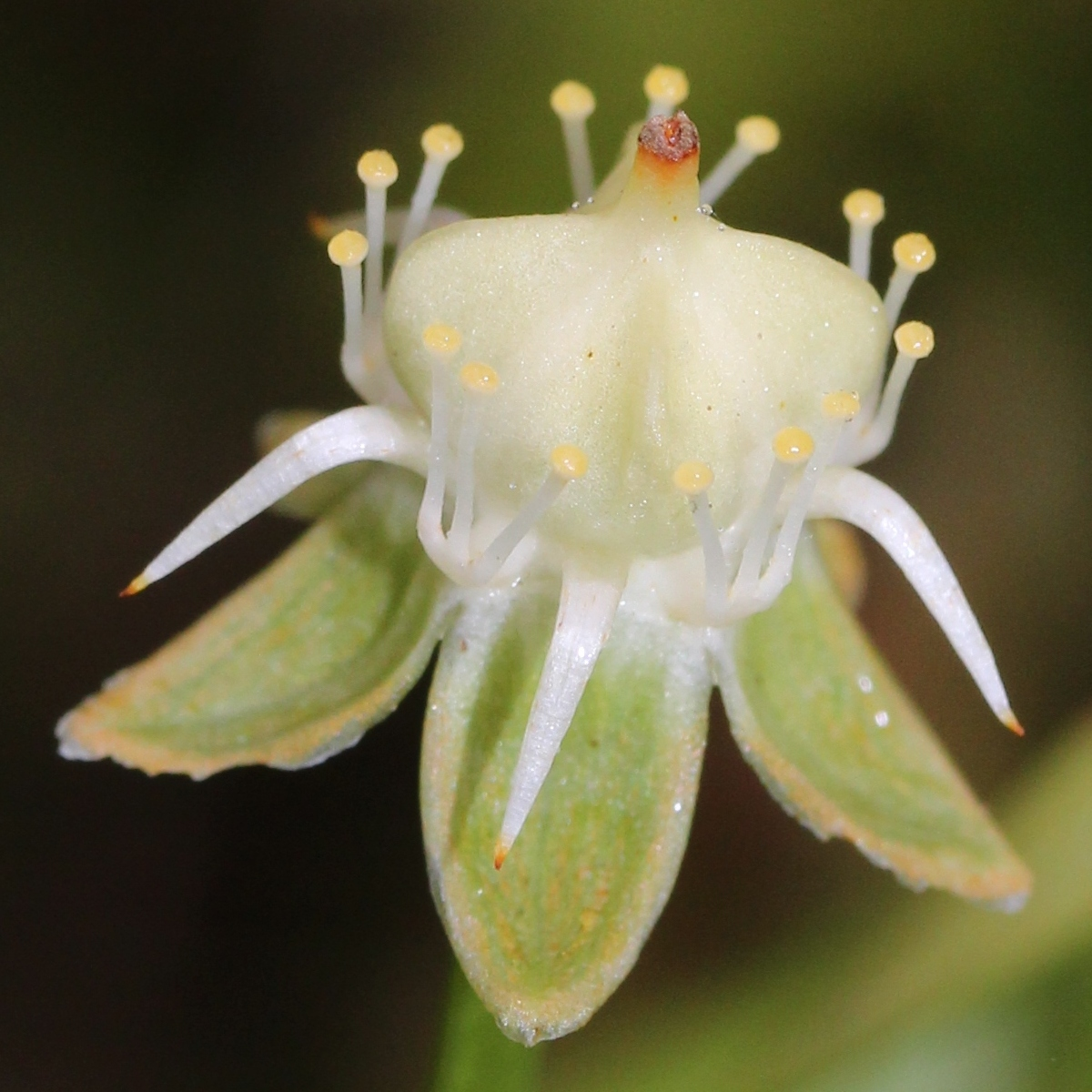
子房、仮雄蕊、萼の細部
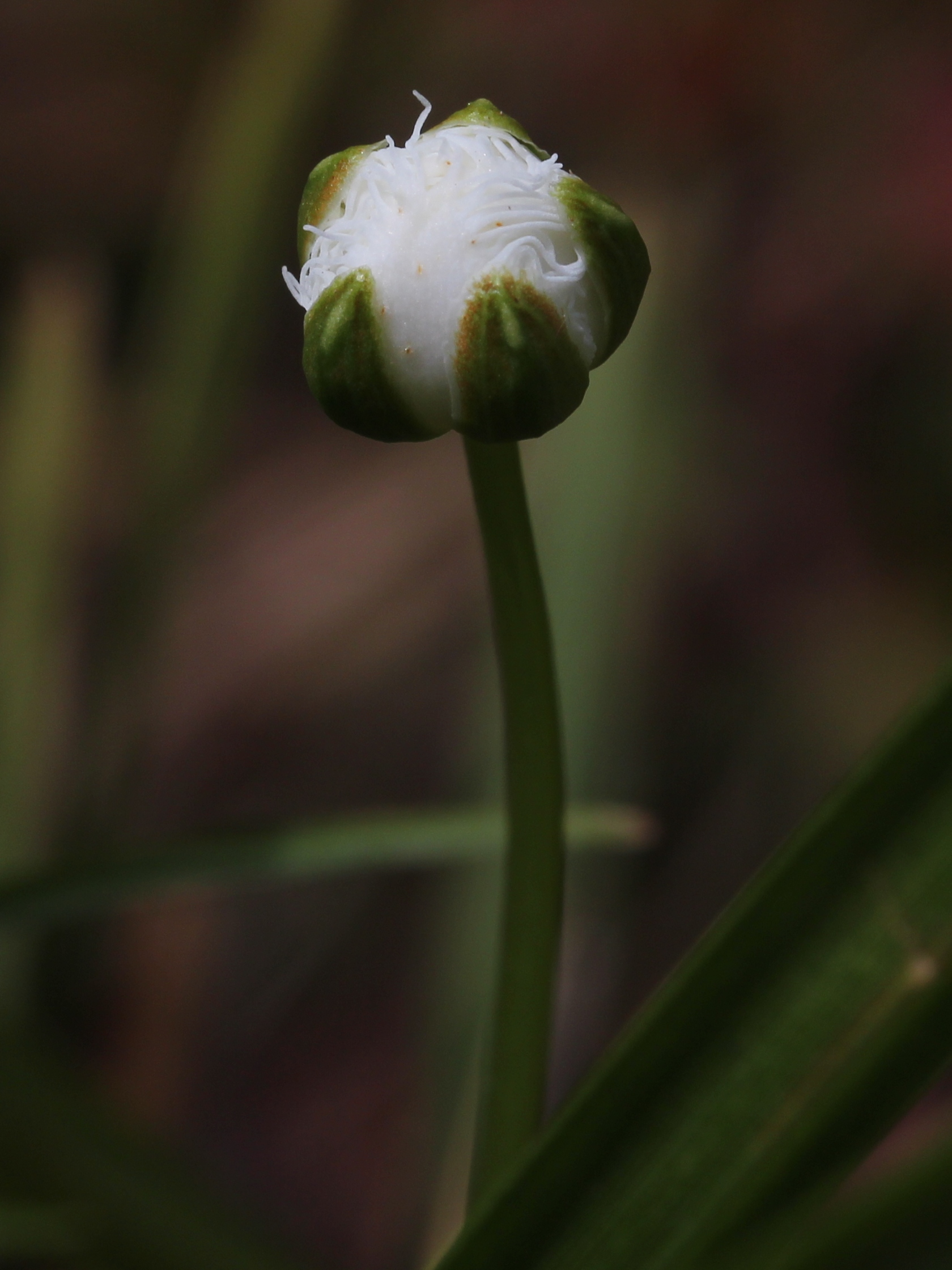
蕾
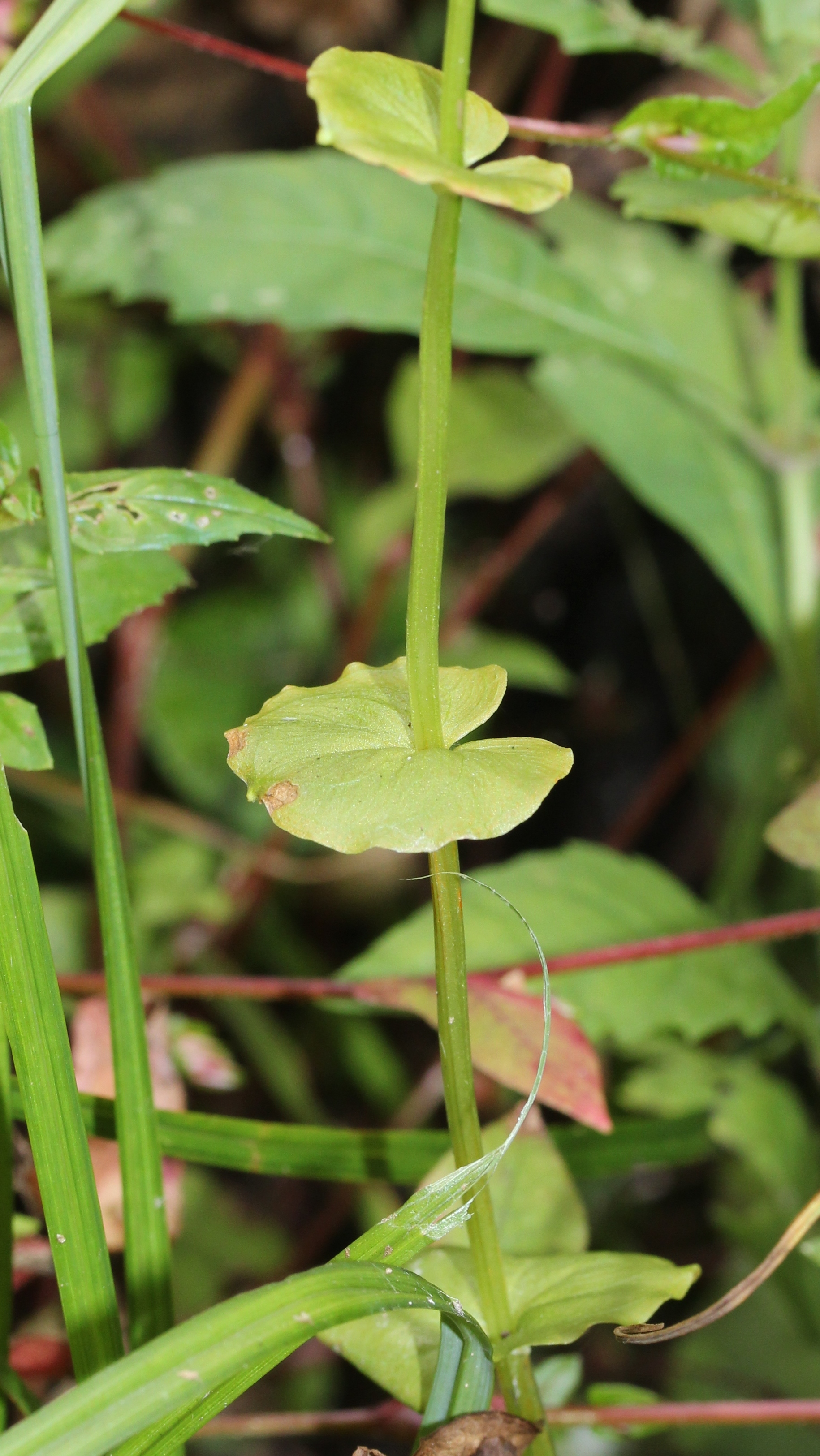
茎と葉

## 分布・生育環境
基本変種（P. foliosa var. foliosa ）は、インド、中国に分布する。
本変種（P. foliosa var. nummularia ）は、日本の本州（中部と西部の太平洋側）、四国、九州の温帯域に分布し、山地の湿地に生育する。愛媛県東赤石山の深山、愛知県豊田市御船湿地の低地などにも分布する。『新・花の百名山』で鳥取県の船上山を代表する花の一つとして紹介されている。山野草として、苗が市販されている。

## 近縁種

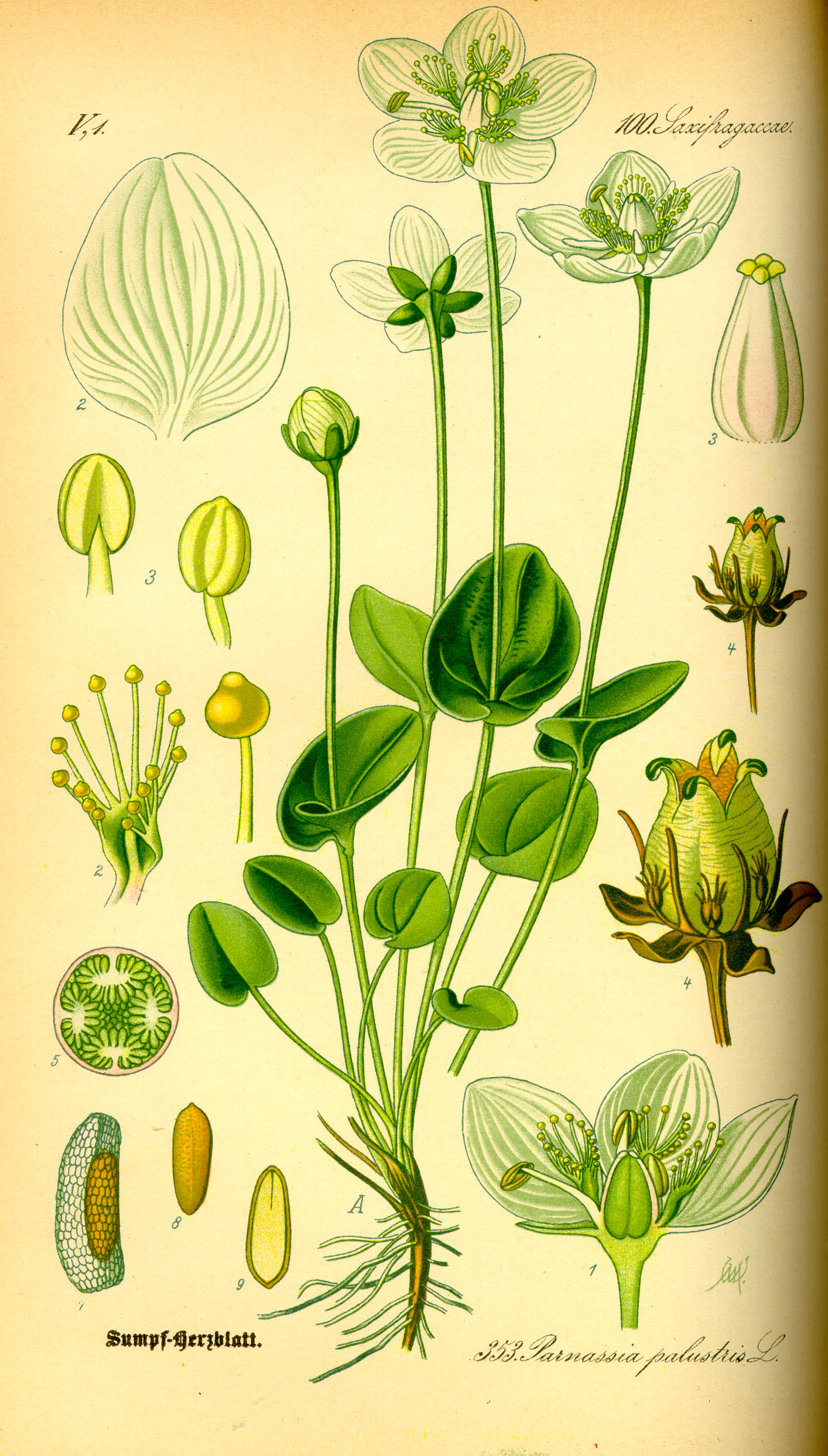
ウメバチソウ Parnassia palustris

同属のウメバチソウ、ヒメウメバチソウ、コウメバチソウに似ているが、花弁の糸状に深く切れ込む形状が大きく異なる。
オオシラヒゲソウ
オオシラヒゲソウ（大白髭草、学名：Parnassia foliosa Hook.f. et Thomson var. japonica (Nakai) Ohwi）は、シラヒゲソウによく似ていて全体に大型で、花の直径は3-3.5 cm。本州（秋田県から兵庫県にかけて）の日本海側に分布し、湿った岩場に生育する。

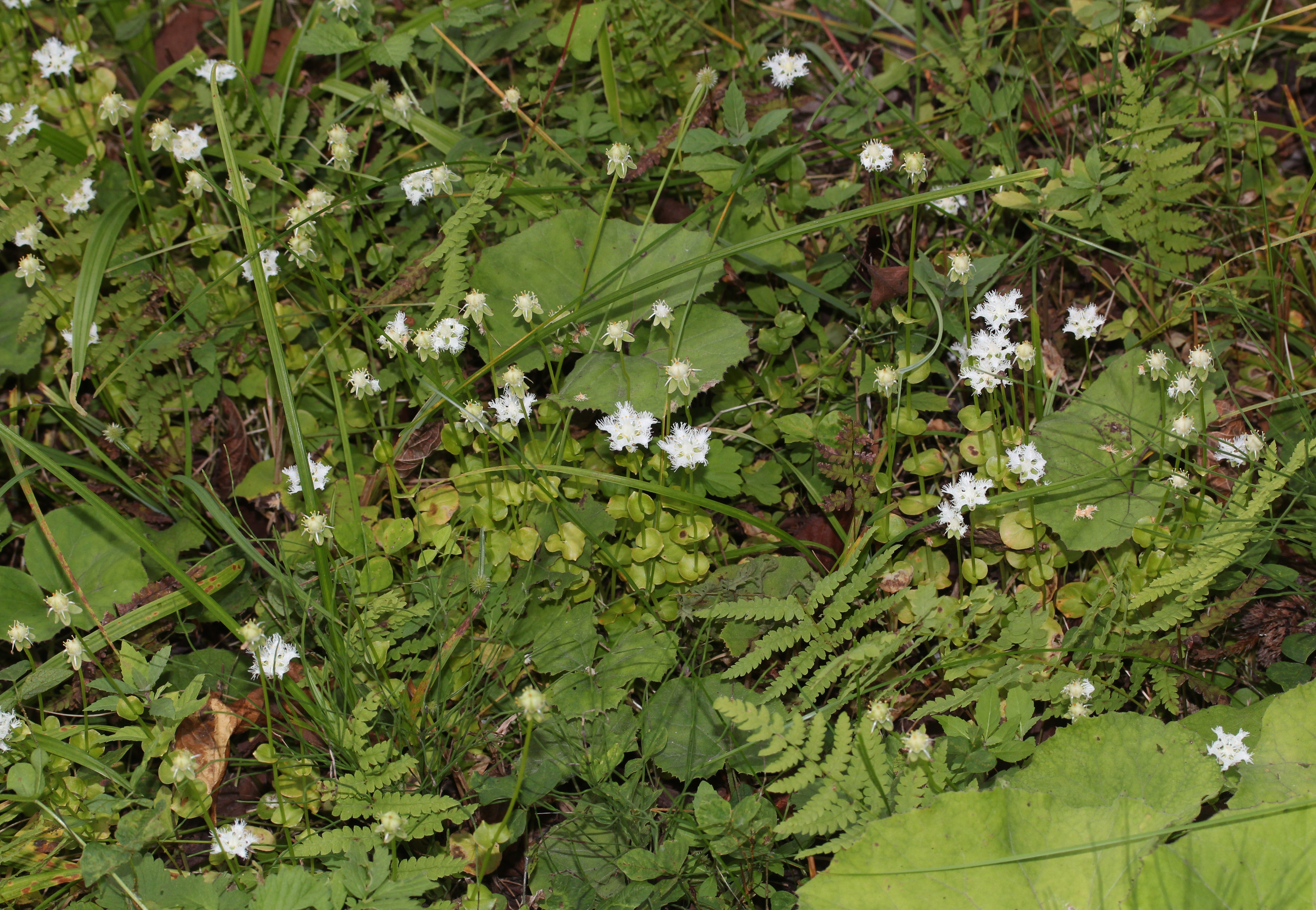
湿地に群生する様子

## 種の保全状況評価
日本では以下の都道府県で、レッドリストの指定を受けている。湿地の開発、産地が限定的であること、環境遷移に伴う湿地の消滅、栽培目的の採集などにより、多くの地域で減少傾向にあり絶滅が危惧されている。阿蘇くじゅう国立公園、瀬戸内海国立公園などの指定植物、福島県では「福島県野生動物の保護に関する条例」により、特定希少野生動植物の指定を受けて採集は禁止されている。愛知県豊田市御船湿地の「シラヒゲソウ自生地」は、1971年（昭和46年）5月20日に市の天然記念物の指定を受けた。
- 絶滅（EX） - 宮崎県
- 絶滅危惧IA類（CR）- 栃木県[16]、東京都西多摩、愛知県[17]
- 絶滅危惧I類（CRまたはEN） - 福島県[22]、徳島県[19]、香川県[14]
  - 絶滅危惧種 - 滋賀県[注釈 1]
  - 絶滅寸前種 - 奈良県[注釈 2]
- 絶滅危惧IB類（EN）- 群馬県、埼玉県[23]、山梨県、三重県[18]、高知県
- 絶滅危惧II類（VU） - 長野県、岐阜県[24]、静岡県、島根県[20]、愛媛県[21]、大分県[15]
- 準絶滅危惧（NT） - 熊本県